# François van Hoobrouck d'Aspre
Le baron François van Hoobrouck d'Aspre, né le 21 janvier 1934 dans la ville de Bruxelles et mort le 19 août 2020, est un homme politique belge, bourgmestre de Wezembeek-Oppem de 1994 jusqu'en 2006 et bourgmestre faisant fonction à partir de 2006. 
Il est une figure populaire de l'Union des francophones (U.F.) de l'arrondissement électoral de Bruxelles-Hal-Vilvorde.

## Carrière politique
Le baron van Hoobrouck est actif dans la défense des riverains contre les nuisances sonores des avions, via l'association UBCNA (Union Belge Contre les Nuisances des Avions) dont il est par ailleurs fondateur, vice-président et il siège également comme conseiller provincial à la province du Brabant flamand.
En 2006, il a participé au documentaire-fiction Bye Bye Belgium de la RTBF en simulant un collège échevinal extraordinaire sur l'indépendance de la Flandre.
Cet homme politique est également très actif pour la défense des francophones de la périphérie bruxelloise, et est sénateur suppléant MR depuis les élections législatives du 10 juin 2007. Le 17 janvier 2014, il quitte le MR et rejoint le FDF.
Sa famille a annoncé son décès le 19 août 2020. François van Hoobrouck d'Aspre avait 86 ans.